# Gele dom

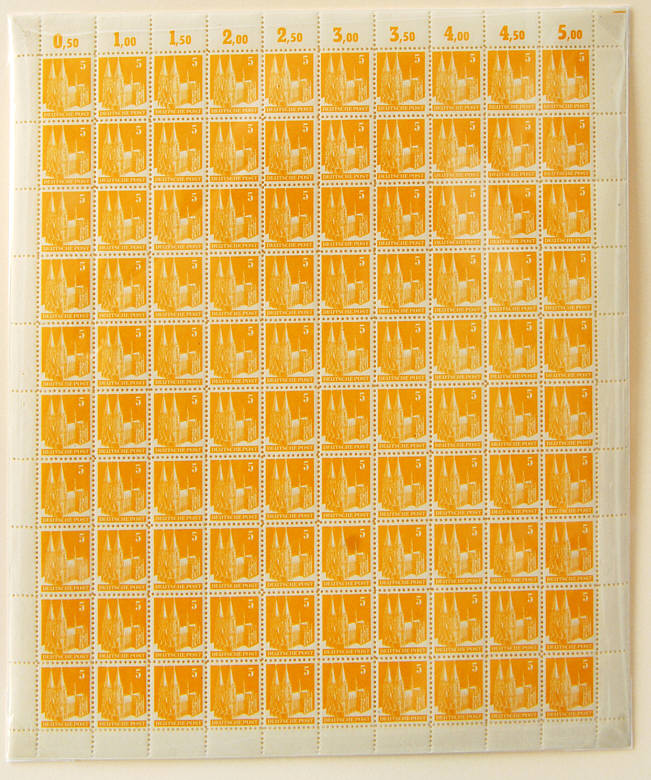
Het complete vel Gele Dom

De Gele dom (Duits: Gelber Dom) is een niet-uitgegeven postzegel van Deutsche Post. Het is een van de zeldzaamste postzegels van de moderne tijd.
Op 1 september 1948 werd een langlopende serie postzegels met afbeeldingen van gebouwen uitgegeven in de Amerikaanse en Britse bezettingszone in Duitsland. 
Deze serie bevat een blauwe postzegel van 5 pfennig met een afbeelding van de Dom van Keulen. Deze waarde was bestemd voor betaling van de luchtposttoeslag.
Het was aanvankelijk de bedoeling om in deze serie een gele postzegel van 5 pfennig op te nemen. Op het allerlaatste moment heeft men gekozen voor de kleur blauw, wellicht onder internationale druk (Wereldpostunie). 
Maar de gele postzegels waren al gedrukt; bijna de gehele oplage werd vernietigd. Van de gele postzegels is slechts één heel vel (100 zegels) bewaard gebleven, met een verzekerde waarde van één miljoen euro (2007); dit vel berust bij een Duits museum. Bij veilingen zijn slechts drie losse zegels opgedoken — waarschijnlijk is dit alles.
Het complete vel Gele Dom was in september 2007 voor het eerst te zien, op een postzegel- en muntenbeurs in Keulen.
Audrey Hepburn-postzegel · Baden 9 kreuzer kleurfout blauwgroen · Bazeler duif · Benjamin Franklin 1c Z-grill · British Guiana 1c magenta · Curtiss Jenny kopstaand · Gele dom · HMS Glasgow foutdruk · Omgekeerde Dendermonde · Penny Black · Post Office Mauritius · Rode Mercurius · Sachsendreier · Schwarzer Einser · Tre skilling banco geel